# Europameisterschaften im Bogenschießen 1978
Die 6. Europameisterschaften im Bogenschießen wurden am 5. und 6. August 1978 in Stoneleigh, Vereinigtes Königreich ausgetragen.

## Ergebnisse
Es wurden nur Medaillen in Disziplinen mit dem Recurvebogen vergeben.
| Disziplin         | Gold                                                              | Silber                                                   | Bronze                                                     |
| ----------------- | ----------------------------------------------------------------- | -------------------------------------------------------- | ---------------------------------------------------------- |
| Männer Einzel     | Kyösti Laasonen                                                   | Wladimir Maximow                                         | Tommy Flink                                                |
| Frauen Einzel     | Walentina Kowpan                                                  | Lidija Schikota                                          | Jadwiga Wilejto                                            |
| Männer Mannschaft | Sowjetunion Wladimir Maximow Alexander Aulow Wladimir Tschendarow | Finnland Kyösti Laasonen Kauko Laasonen Tomi Poikolainen | Großbritannien Mark Blenkarn K. Knight David Pin           |
| Frauen Mannschaft | Sowjetunion Walentina Kowpan Lidija Schikota Ketewan Lossaberidse | Polen Jadwiga Wilejto Maria Szeliga Lucyna Skowronek     | Finnland Päivi Meriluoto Carita Jussila Hanna-Leena Havala |

## Medaillenspiegel
| Platz  | Land           | Gold | Silber | Bronze | Gesamt |
| ------ | -------------- | ---- | ------ | ------ | ------ |
| 1      | Sowjetunion    | 3    | 2      | –      | 5      |
| 2      | Finnland       | 1    | 1      | 1      | 3      |
| 3      | Polen          | –    | 1      | 1      | 2      |
| 4      | Großbritannien | –    | –      | 1      | 1      |
| 4      | Schweden       | –    | –      | 1      | 1      |
| Gesamt | Gesamt         | 4    | 4      | 4      | 12     |